# Swetlana Jurjewna Cholomina
Swetlana Jurjewna Cholomina (russisch Светлана Юрьевна Холомина, nach englischer Transkription Svetlana Kholomina; * 9. November 1997 in Obninsk) ist eine russische Beachvolleyballspielerin.

## Karriere
Cholomina spielte 2014 und 2015 einige Turniere mit Xenija Timofejewa. Bei der U20-EM 2015 in Larnaka gewann sie mit Nadeschda Makrogusowa die Bronzemedaille. 2016 war Olga Koschadei Cholominas Standardpartnerin. Bei der U21-WM 2016 in Luzern verloren Makrogusowa/Cholomina erst im Finale gegen die Brasilianerinnen Duda und Ana Patrícia. Bei der U22-EM 2016 in Thessaloniki wurde Makrogusowa mit Cholomina Fünfte. 2017 bildete sie ein neues Duo mit Olga Motritsch. Bei der Europameisterschaft in Jūrmala erreichten Cholomina/Motritsch als Gruppendritte die K.-o.-Runde, in der sie gegen die Niederländerinnen Meppelink/van Gestel ausschieden. In Baden gewann Cholomina mit Makrogusowa die U22-EM mit einem Finalsieg gegen die Rumäninnen Matei/Vaida. Seit 2018 ist Makrogusowa Cholominas Partnerin auf der FIVB World Tour. Sie gewannen das 1-Stern-Turnier in Anapa und konnten in Jūrmala den Vorjahreserfolg bei der U22-Europameisterschaft wiederholen. Bei einigen 4- und 5-Sterne-Turnieren erreichten sie Top-Ten-Platzierungen. Auf der World Tour 2019 setzten die Russinnen ihre Erfolgsserie fort. Nach fünften Plätzen bei den 4-Sterne-Turnieren in Itapema und Warschau gelang Cholomina/Makrogusowa bei der Weltmeisterschaft in Hamburg ebenfalls Platz fünf. Anschließend erreichten sie Platz neun beim 5-Sterne Major Turnier in Gstaad und siegten beim 4-Sterne-Turnier in Espinho. Nach einer schwächeren Heim-EM 2019, bei der Makrogusowa/Cholomina bereits in der ersten KO-Runde ausschieden, gewannen sie ein Jahr später in Jūrmala die Bronzemedaille.
Auf der World Tour 2021 hatten Cholomina/Makrogusowa ausschließlich Top-Ten-Platzierungen. Im Juni gewannen sie in Moskau die russische Meisterschaft. Bei den Olympischen Spielen 2021 in Tokio  erreichten sie als Erste ihrer Vorrundengruppe das Achtelfinale, in dem sie gegen die Lettinnen Graudiņa / Kravčenoka ausschieden. Kurz darauf erreichte Cholomina zusammen mit Xenija Dabischa bei der Europameisterschaft in Wien Platz fünf. Beim World Tour Finale in Cagliari belegten Cholomina/Makrogusowa den vierten Platz.